# سفارة كرواتيا في بولندا
سفارة كرواتيا في بولندا هي أرفع تمثيل دبلوماسي لدولة كرواتيا لدى بولندا. تقع السفارة في وارسو وهي تهدف لتعزيز المصالح الكرواتية في بولندا.

## وصلات خارجية
- الموقع الرسمي
- قائمة سفارات كرواتيا
- قائمة السفارات في بولندا